# 4 Wołyńska Brygada Piechoty
4 Wołyńska Brygada Piechoty (4 BP) – brygada piechoty Polskich Sił Zbrojnych.

## Formowanie i zmiany organizacyjne
Na początku lipca 1944 roku Naczelny Wódz gen. broni Kazimierz Sosnkowski zatwierdził „Plan rozbudowy wojska na okres przejściowy”, a w dniu 31 lipca wydał wytyczne w sprawie formowania wojska w I Fazie rozbudowy. Na podstawie ww. dokumentów zakładano sformowanie trzecich brygad piechoty dla dywizji piechoty 2 KP. W myśl wytycznych dowódca korpusu gen. dyw. W. Anders na odprawach w dniach 15 i 28 września 1944 roku rozkazał sformować - 4 Kresową Brygadę Piechoty. Wchodziła w skład  5 Kresowej Dywizji Piechoty. W dniach 9-14 października dowódca 5 KDP gen. bryg. N. Sulik wydzielił kadrę dowódczą dla nowej brygady łącznie 75 oficerów i podchorążych i 125 podoficerów i szeregowców. W dniu 17 października dowódca Bazy 2 Korpusu wydał rozkaz organizacyjny o sformowaniu 3 i 4 Brygad dla 3 i 5 dywizji wyznaczono miejsce ich formowania na miejscowość San Basilio, ich tworzenie powierzył dowódcy 7 DP gen. bryg. J. Gizie. Do brygady kierowano żołnierzy narodowości polskiej, którzy służyli wcześniej w formacjach niemieckich, a zostali wcieleni siłą w jej szeregi. Żołnierze ci byli kierowani z obozu przejściowego "Jolanda/Jolanta" oraz z jednostek 7 Dywizji Piechoty. Powstającą brygadę wizytował w dniach 26/30 X 1944 r. dowódca 5 KDP gen. Sulik, który nadał jej nazwę "Wołyńska". Rozpoczęto intensywne szkolenie w ramach brygady oraz specjalistów w 7 DP i Centrum Wyszkolenia Armii w miejscowości Matera. Po uzyskaniu pełnych stanów osobowych i częściowym przeszkoleniu 4 Wołyńska Brygada Piechoty wraz z innymi formowanymi pododdziałami wsparcia i obsługi została przegrupowana w dniach 28-30 grudnia 1944 roku do nowego miejsca postoju w San Sepolero koło Arezzo. W nowym miejscu postoju podjęto z początkiem 1945 roku intensywne szkolenie i wyposażanie w sprzęt bojowy. W miejscowości Anghian w dniu 18 lutego przed dowódcą dywizji żołnierze brygady i towarzyszących jej nowych jednostek dywizyjnych, złożyli uroczystą przysięgę wojskową.

## Działania zbrojne
W dniach 24-28 marca 4 brygada została przetransportowana do strefy frontowej na pn.-wsch. od Faenzy, w dniach 29-31 marca przejęła od 6 Lwowskiej Brygady Piechoty obronę odcinka frontu w rejonie Brisighella. Z dniem 5 kwietnia 1945 roku 4 W BP została podporządkowana dowódcy Zgrupowania "RUD" płk dypl./gen. bryg. Klemensowi Rudnickiemu. W nocy z 9/10 kwietnia pojedyncze kompanie z 11 i 12 batalionów strzelców uchwyciły część wschodniego wału rzeki Senio, na skutek kontrataków i silnego ostrzału poniosły duże straty o godz. 2.30 na rozkaz dowódcy brygady ppłk Stoczkowskiego jednostki te opuściły pozycje na wale. W dniu 10 kwietnia 1945 roku Zgrupowanie "RUD" przeszło do natarcia osłaniając południowe skrzydło 2 Korpusu Polskiego, 11 i 12 bataliony zajęły wschodni wał rzeki Senio i rozpoczęła działania w kierunku rzeki Santerno. 10 batalion strzelców wspierał w dniach 9-12 kwietnia 1 Brygadę Strzelców Karpackich. Dni 11, 12 i 13 kwietnia to pasmo nieustannych walk z oddziałami osłonowymi nieprzyjaciela i przedzieranie się przez własne i nieprzyjacielskie pola minowe w kierunku drogi Nr 9, a następnie prowadzenie natarcie prawą stroną tej szosy. W dniu 14 kwietnia brygada wsparta 9 batalionem strzelców karpackich uczestniczyła w walkach i zajęciu miejscowości Imola. W następnym dniu dwa czołowe bataliony 11 i 12 prowadziły walki pościgowe za nieprzyjacielem w kierunku rzeki Sillaro zajmując miejscowości Sellustra, 11 baon Granare, a 12 baon uchwycił nieuszkodzony most na rzece Sabioso i zajął Franare. W dniach 16 i 17 kwietnia brygada przeszła do obrony nad rzeką Sillaro i rozpoznawała rejon kanału Medicina. W związku z wprowadzeniem do I rzutu natarcia 2 KP macierzystej 5 Kresowej DP z dniem 18 kwietnia 4 brygada powróciła pod rozkazy macierzystej dywizji i otrzymała wsparcie 1 kompanii ckm 5 Kresowego Batalionu Ckm. 12 wołyński batalion strzelców przydzielono do 5 Brygady. Z dniem 19 kwietnia od godz. 8.10 brygada uczestniczy w natarciu swojej dywizji, poprzedzonej ogniem artyleryjskim, 10 batalion strzelców zdobywa przyczółek na rzece Idice i miejscowość S. Lorenzo, 12 batalion strzelców w walce przekracza rzekę Quaderna. Wieczorem 10 batalion w ciężkich walkach przy trzykrotnych szturmach ze wsparciem 3 szwadronu Pułku Ułanów Karpackich opanował miejscowość Le due Colomabare za cenę 16 poległych i 20 rannych. 4 Brygada w nocy osiąga rzekę Gaiana, gdzie zaległa pod bardzo silnym ogniem artylerii i moździerzy wroga. Wprowadzony do natarcia 11 batalion strzelców, 20 kwietnia o godz. 10.15 forsuje rzekę Quaderna, 12 batalion strzelców wspiera nadal bratnią 5 Wileńską Brygadę Piechoty podczas walk nad rzeką Idice. Tego dnia 4 Brygada przejęła całością swych sił i 15 batalionem strzelców, wsparta dodatkowo 1 Pułkiem Ułanów Krechowieckich odcinek 5 WBP i rozpoczęła pościg za cofającym się nieprzyjacielem w kierunku rzeki Reno i Bolonii. W ślad za batalionami 3 Brygady Strzelców Karpackich 21 kwietnia o godz. 8.30 do Bolonii wkroczył 10 batalion strzelców, a o 9.10 czołowa kompania 12 batalionu strzelców natomiast o 11.10. do Bolonii dotarł 11 batalion strzelców, który osiągnął rzekę Reno. 22 kwietnia 4 Wołyńska Brygada Piechoty zajęła obronę na południe od miejscowości Medicina porządkując szeregi uzupełniając amunicję i wypoczywając. Był to ostatni dzień walki na froncie brygady. W bitwie o Bolonię z brygady poległo 2 oficerów i 45 szeregowych oraz 3 oficerów i 108 szeregowych rannych.

## Dalsze losy wołyńskich strzelców
Po zakończeniu walk, od 9 czerwca 1945 roku rozpoczęto przemieszczanie brygady do miejscowości Santa Sofia-Galeata-Civitella di Romagna. Na przełomie lipca i sierpnia 1945 brygada wraz z 4 pal i 5 pappanc. wyznaczona został do pełnienia służby wartowniczej w 13 obozach jenieckich. Weszła w skład Zgrupowania Brygadowego „Wołyń” Grupy „Straż” (Polish Guarg Group). Miejsce stacjonowania Zgrupowania "Wołyń" została Cervia 20 km na południe od Rawenny. W grudniu 1945 roku brygada została przemieszczona w rejon jeziora Garda, do miejscowości Vicenza-Bassano dowództwo brygady i oddziały sztabowe, 10 wbs - Werona 11 wbs - Mantua i 12 wbs - Soave celem dalszego pełnienia służby wartowniczej. Z końcem kwietnia 1946 r. brygada wołyńska została przeniesiono na zachód do rejonu Mediolanu, w ślad za brygadą 21-23 maja 1945 r. dołączył 11 wbs. Latem 1946 r. 10 batalion pełnił służbę w Bolonii. Między 3 a 7 września 1946 r. 4 W BP opuściła Włochy i została przetransportowana do Wielkiej Brytanii w rejon miasta Tilshead. Część żołnierzy pełniła warty w obiektach wojskowych np. żołnierze 11 batalionu przy składach amunicji oraz przy pracach rolnych (zbiory ziemniaków). Trwała dalsza repatriacja żołnierzy do Polski i innych krajów, ponadto wielu żołnierzy brygady zdobywało nowe zawody i uczyło się jęz. angielskiego. W styczniu 1947 roku do PKPiR zapisało się ok. 1 050 żołnierzy brygady weszli w skład 56 Grupy Brygadowej rozmieszczonych w rejonie Midlezoy k/Bridgwater w hrabstwie Somerset (10 i 11 bataliony) oraz Holne Park Camp k/Asburton w hrabstwie Devonshire (12 batalion i 17 batalion z 6 Lwowskiej Brygady). Oddziały PKRP w których przebywali żołnierze dawnej 4 brygady zostały zlikwidowane w okresie od października 1947 do września 1948 roku.

## Skład organizacyjny
- Kwatera Główna 4 Wołyńskiej Brygady Piechoty
- 10 Wołyński Batalion Strzelców
- 11 Wołyński Batalion Strzelców
- 12 Wołyński Batalion Strzelców

## Obsada personalna Kwatery Głównej
Obsada personalna Kwatery Głównej 4 WBP

Dowódcy brygady
- ppłk Wiktor Stoczkowski (12 X 1944 - 12 IV 1945)[5]
- płk dypl. Franciszek Demel (12 IV - 23 XI 1945)[6]
- płk dypl. Stanisław Sztarejko (od 23 XI 1945[7])

Zastępcy dowódcy brygady
- ppłk Andrzej Stańczyk (12 X - 23 XII 1944)[8]
- ppłk Mieczysław Anzelm Baczkowski (24 XII 1944 - XI 1945)[9]
- ppłk Wiktor Stoczkowski (XII 1945 - 1947)[10]

Szefowie sztabu
- kpt. dypl. Kazimierz Samulski z 14 bs (od 12 X 1944)
- kpt. dypl. Władysław Lisek (od 14 VI 1945[11])

Oficerowie sztabu
- oficer operacyjny - kpt. Józef Makar z 13 bs (od 12 X 1944)
- kwatermistrz - kpt. Jan Góra z Dowództwa Zaopatrzenia i Transportu (od 12 X 1944)
- oficer SWEMM - kpt. Oskar Andrzej Hess z 5 bckm (od 12 X 1944)
- komendant kwatery głównej - por. Henryk Dudek z 5 KDP (od 12 X 1944)

## Odznaka brygadowa
Motyw odznaki nawiązuje do herbu Ziemi Wołyńskiej. Tarczę herbową przecina krzyż. Na środku krzyża tarcza z orłem polskim. Całość obramowana wieńcem z liści dębowych i kłosów pszenicy. Na ramionach krzyża numer i inicjał 4 WBP. Pole tarczy herbowej pokryte białą i czerwoną emalią, krzyż - białą emalią. Tarcza z orłem zamocowana pojedynczym trzpieniem. Odznaka wykonana w kolorowym metalu, srebrzona; wym. 45 x 35 mm. Noszona na lewej kieszeni munduru, mocowana nakrętką.
Zatwierdzona rozkazem dowódcy 2 Korpusu Nr 84 z 9 lipca 1946, poz. 464, L. dz. 884/ AG/46.